# Simbioză (Star Trek: Generația următoare)

„Symbiosis” este un episod din primul sezon al serialul științifico-fantastic „Star Trek: Generația următoare”. Scenariul este scris de Robert Lewin, Richard Manning și Hans Beimler; regizor este Win Phelps. A avut premiera la 18 aprilie 1988.

## Prezentare
Picard încearcă să medieze o dispută comercială între două planete vecine, dintre care una este singurul furnizor al unui medicament care poate trata boala aparent fatală a locuitorilor celeilalte planete.